# Terricciola
Terricciola es una localidad italiana de la provincia de Pisa, región de Toscana, con 4.442 habitantes.
Terricciola es una pequeña localidad en las afueras de Pisa. Una de sus principales actividades es la agricultura. Sus cultivos más característicos son la oliva y la vid. El catolicismo está presente en toda su extensión y varias veces al año, se realizan eventos sociales festivos, evocando viejas costumbres de la zona. Castigada en la Segunda Guerra Mundial por ataques aéreos enemigos y teniendo en cuenta su geografía, es prácticamente ¨un castillo rodeado de un inmenso parque. En su alrededor solo se ven cultivos de color verde, rojo, marrones, amarillos, etc., y el campanario de su Principal Iglesia sigue sonando cada media hora, igual que siglos atrás.

Ubicación de la ciudad de Terricciola dentro de la provincia de Pisa.

## Evolución demográfica
| Gráfica de evolución demográfica de Terricciola entre 1861 y 2001 |
|                                                                   |
| Fuente ISTAT - Elaboración gráfica por parte de Wikipedia         |